# Hieracium ×mrazii
Hieracium ×mrazii, nova, apomiktička, tetraploidna (x = 9) vrsta runjike vjerojatno hibridnog podrijetla između diploida, H. transylvanicum i H. umbellatum, iz planina Retezat, Južni Karpati, Rumunjska. Opisana 2016. i ilustrirana fotografijom holotipa.